# Kraljevi grad, Varšava
Kraljevi grad v Varšavi (poljsko Zamek Królewski w Warszawie [ˈzamɛk kruˈlɛfskʲi v varˈʂavjɛ]) je državni muzej in nacionalni zgodovinski spomenik, ki je nekoč služil kot uradna kraljeva rezidenca več poljskih monarhov. Osebne pisarne kralja in upravne pisarne kraljevega dvora so bile v gradu od 16. stoletja do dokončne delitve Poljske leta 1795. Kraljevi grad, ki stoji na Grajskem trgu, ob vhodu v staro mestno jedro, hrani pomembno zbirko poljske in evropske umetnosti.
Kraljevi grad je bil priča številnim pomembnim dogodkom v poljski zgodovini; ustavo z dne 3. maja 1791, prvo te vrste v Evropi in drugo najstarejšo kodificirano nacionalno ustavo na svetu, je tukaj sestavil parlament. Stavba je bila po delitvi Poljske preoblikovana v neoklasicističen slog. V času Druge poljske republike (1918–1939) je bil sedež poljskega voditelja države in predsednika. Druga svetovna vojna je stavbo popolnoma uničila; septembra 1939 so jo zanetila lovska letala Luftwaffe, nato pa so jo po neuspeli Varšavski vstaji leta 1944 razstrelili nacisti.
Leta 1965 so bili ohranjeni fragmenti zidov, kleti, sosednja palača z bakreno streho in Kubickijeve arkade registrirani kot zgodovinski spomeniki. Obnova je bila izvedena v letih 1971–1984, med katero je grad ponovno dobil prvotni videz iz 17. stoletja. Leta 1980 sta Kraljevi grad in okoliško staro mestno jedro postala del svetovne dediščine UNESCO. Je drugi najbolj obiskan umetnostni muzej na Poljskem (za gradom Vavel v Krakovu) in 31. najbolj obiskan umetnostni muzej na svetu z več kot 2,14 milijona obiskovalcev leta 2024.

## Zgodovina

### Pregled
Zgodovina gradu sega v 14. stoletje, ko je bil zgrajen prvi grajski stolp, utrjeni kompleks pa je bil sprva uporabljen kot rezidenca mazovskih vojvod. V začetku 17. stoletja je bil imenovan za zamenjavo gradu Vavel v Krakovu kot sedež kralja, parlamenta (poslanske zbornice in senata) in Poljsko-litovske skupnosti. Srednjeveško gotsko strukturo sta arhitekta Matteo Castelli in Giovanni Battista Trevano preoblikovala v italijanski manierističen slog. Baročno skrajno vzhodno krilo je zasnoval Gaetano Chiaveri in je bilo dokončano leta 1747.

### Grad v srednjem veku
Leta 1339 je apostolski legat v Varšavi obravnaval primer, ki ga je poljski kralj Kazimir III. Poljski vložil proti nemškemu tevtonskemu redu. Trdil je, da so nezakonito zasegli del poljskega ozemlja – Pomorjansko in Kujavsko regijo. Dokumenti v tem primeru so najzgodnejši pisni dokazi o obstoju Varšave. Takrat je bilo utrjeno mesto, obdano z zemeljskimi in lesenimi obzidji tam, kjer danes stoji kraljevi grad, sedež Trojdena, mazovijskega vojvode. Konec 13. stoletja, med vladavino vojvode Konrada, je bil zgrajen leseno-zemeljski dvorec, imenovan Mali dvorec (latinsko Curia Minor). Naslednji vojvoda, Kazimir I. Poljski, se je odločil zgraditi Veliki stolp (latinsko Turris Magna), morda eno prvih opečnih stavb v Varšavi.
Sredi 14. stoletja je bil zgrajen grajski stolp, katerega ostanki do prvega nadstropja so se ohranili do danes. Med vladavino vojvode Januša I. starejšega nad Mazovijo je bila med letoma 1407 in 1410 zgrajena Curia Maior (Veliki dvorec). Njegovo pročelje, ki je leta 1944 še vedno stalo, so Nemci porušili, a je bilo od takrat obnovljeno. Značaj nove rezidence in njena velikost (47,5 m/14,5 m) sta odločila o spremembi statusa stavbe, od leta 1414 pa je delovala kot knežji dvorec.

### Renesansa
Ko je bila Mazovska vojvodina leta 1526 vključena v Poljsko kraljestvo, je stavba, ki je bila do takrat grad mazovskih vojvod, postala ena od kraljevih rezidenc. Od leta 1548 naprej je v njej prebivala kraljica Bona Sforza s hčerkama Izabelo, ki je postala ogrska kraljica, Katarino, ki je kasneje postala švedska kraljica, in Ana Jagelo, kasneje poljsko kraljico. V letih 1556–1557 in leta 1564 je poljski kralj Sigismund II. Avgust sklical kraljeve parlamente v Varšavi. Sestali so se v gradu. Po Lublinski uniji (1569), s katero sta se Poljska krona in Velika litovska kneževina združili v eno samo državo, je bil Varšavski grad redno prizorišče sestankov parlamenta Države obeh narodov. V letih 1569–1572 je kralj Sigismund II. Avgust začel s prenovami gradu, arhitekta pa sta bila Giovanni Battista di Quadro] in Giacopo Pario.
Velika kurija je bila preurejena tako, da je postala prostor za sestanke parlamenta, s prostori za poslansko zbornico (Sejm – delegati plemstva) v pritličju (Stara poslanska zbornica) in senatno dvorano (kjer so senatorji razpravljali v prisotnosti kralja) v prvem nadstropju. To je bil eden prvih poskusov v Evropi, da bi zgradili stavbo, ki bi se uporabljala izključno za parlamentarne namene. Parlamentarni značaj Velike kurije poudarjajo poslikave na fasadi – grbi Poljske, Litve in različnih regij, iz katerih so bili izvoljeni delegati. Ob Veliki kuriji je bila zgrajena nova stavba v renesančnem slogu, znana kot kraljeva hiša. Kralj je tam prebival, ko je zasedal parlament.

### Vasovo obdobje in potop
Naslednje spremembe gradu so bile narejene v času vladavine Sigismunda III. Vase, ki je kraljevo rezidenco preselil iz Krakova v Varšavo. V letih 1598–1619 je bil grad povečan. Za obnovo je bil zadolžen Giovanni Trevano. Njegove načrte je verjetno spremenil beneški arhitekt Vincenzo Scamozzi.
Med letoma 1601 in 1603 je Giacomo Rodondo dokončal novo severno krilo. Od leta 1602 se je s kamnoseštvom ukvarjal Paolo del Corte. Kasneje, po letu 1614, ko je vodstvo prevzel Matteo Castelli, je bilo zgrajeno zahodno krilo (s strani današnjega trga Plac Zamkowy) kot pisarna in maršalov urad. Južno krilo je bilo zgrajeno na koncu. Na ta način so zgradili petkrilni stolp v manieristično-zgodnjem baročnem slogu. Leta 1619 je bil dokončan Novi kraljevi stolp (latinsko Nova Turris Regia), imenovan tudi Sigismundov stolp. Bil je visok 60 metrov in je bil postavljen sredi novozgrajenega zahodnega gradu, dolgega 90 metrov. Na vrhu stolpa je bila postavljena ura z pozlačenimi kazalci in bakreno številčnico. Zvonik novega stolpa je bil visok 13 metrov in je imel drsne gumbe ter bakreno zastavo na vrhu.
29. oktobra 1611 se je v senatorski sobi car Vasilij IV. Ruski, ki ga je ujel hetman Stanislav Żółkiewski, poklonil poljskemu kralju Sigismundu III. Vasi.
Sigismund III. in njegovi nasledniki iz dinastije Vasa — Vladislav IV. Poljski in Ivan II. Poljski — so na gradu zbrali mnoga bogata umetniška dela, kot so orientalske tkanine, tapiserije in številne slike znanih umetnikov, kot so Tizian, Paolo Veronese, Jacopo in Leandro Bassano, Tintoretto, Palma il Giovane, Antonio Vassilacchi, Tommaso Dolabella, Guercino, Guido Reni, Joseph Heintz starejši, Bartholomeus Spranger, Roelant Savery, Rembrandt, Pieter Soutman, Peter Danckerts de Rij, Peter Paul Rubens, Jan Brueghel starejši, Daniel Seghers, Georg Daniel Schultz in skulpture Giambologne, Giovannija Francesca Susinija in Adriaena de Vriesa. Ta sijajna umetniška dela so bila uničena ali izropana med vdori Švedske in Rusije na Poljsko med potopom v letih 1655–1657. Švedi so odnesli vse neprecenljive slike, pohištvo, tapiserije, kraljevo knjižnico, kronski arhiv, številne skulpture, cela tla in kraljeve zastave. V gradu so imeli vojaško poljsko bolnišnico Lazareth, kar je dodatno prispevalo k opustošenju stavb. Nekaj mesecev pozneje so vojske uničile preostanek, izropale večino bakrenih elementov in raztrgale preostanek grajskih tal.
Večina ohranjenega grajskega pohištva iz obdobja Vasa je našla svoje mesto v zbirki vizitacijskega samostana v Varšavi kot donacija zadnjega Vasa, Ivana II. Kazimirja, in njegove žene francoskega rodu Marije Luise Gonzaga.
Leta 1628 je bila na gradu uprizorjena prva poljska opera – Galatea. Veliko operno dvorano (dvonadstropno, dolgo več kot 50 m), ki je obstajala na kraljevem gradu, so porušili Švedi in Nemci, v 1660-ih pa jo je obnovil kralj Ivan II. Kazimir.

### Pozno baročno obdobje
Leta 1657 se je začela obnova gradu pod vodstvom italijanskega arhitekta Izydorja Affaita. Zaradi pomanjkanja denarja se naslednji poljski kralj Mihael I. Poljski ni odločil za korenito obnovo, temveč se je omejil le na obnovo uničenih stavb. Zaradi slabega stanja rezidence se je moral leta 1669 preseliti v grad Ujazdów. Do leta 1696, ko je umrl naslednji poljski kralj Jan III. Sobieski, niso bila izvedena nobena resnejša dela. Dela so bila omejena le na tekoče preglede stanja stavbe. V gradu so še naprej potekala zasedanja parlamenta, pa tudi različni državniški dogodki, na primer, ko so se pruski vojvode Hohenzollerji poklonili poljskim kraljem, in ko je kralj sprejemal veleposlanike tujih držav.
Po izvolitvi Avgusta II. na volitvah leta 1697 je grad spet začel propadati. Nov konflikt s Karlom XII. Švedskim je znatno omejil kraljev proračun. Kljub težavam je Avgust II. leta 1698 naročil projekt obnove rezidence. Leta 1700 ga je izvedel Johann Friedrich Karcher, ki je prišel iz tujine. 25. maja 1702 so Švedi ponovno zavzeli kraljevi grad v Varšavi in zgradili bolnišnico s 500 posteljami, v poslansko zbornico in ministrske sobe pa so namestili hlev. Med obleganjem poljske vojske leta 1704 je bil grad ponovno zavzet. Vendar ga je kmalu znova zavzela švedska vojska. Leta 1707 so ruske zavezniške čete na podlagi mirovne pogodbe med Avgustom II. in Karlom XII. Švedskim vstopile v Varšavo, ruski car Peter I. pa se je naselil v gradu. Po dveh mesecih so se ruske sile umaknile iz Varšave in s seboj odnesle umetniška dela iz gradu, vključno s slikama Tommasa Dolabelle, med katerimi sta bili dve zelo pomembni za Ruse: Obramba Smolenska in Ruski car Vasilij IV. prisiljen poklekniti pred poljskim kraljem Sigismundom III. Poljskim. Operna dvorana Vladislava IV. je bila popolnoma uničena in ni bila nikoli obnovljena.
Obnova po Karcherjevih načrtih se je začela med letoma 1713 in 1715. Leta 1717 je bila parlamentarna dvorana popolnoma obnovljena. Služila je saškim vladarjem kot kronacijska dvorana. V naslednjih letih, med letoma 1722 in 1723, so bile preurejene tudi druge grajske dvorane – pod vodstvom arhitekta Joachima Daniela von Jaucha je bila zgrajena nova senatna dvorana, vsa oprema pa je bila preseljena iz stare na novo lokacijo, vključno z: 60 poljskimi deželnimi emblemi, oblogami, letvami in lizenami. 31. maja 1732 je v gradu izbruhnil požar, ki je uničil zahodno fasado in del Sigismundovega stolpa ter zunanje fasadne skulpture, znane kot armatura.
Naslednji projekt obnove kraljevega gradu se je pojavil po izvolitvi Avgusta III. na poljski prestol leta 1733. Novi načrti, ki jih je leta 1734 oblikoval in leta 1737 razvil arhitekt Gaetano Chiaveri, so med drugim predvidevali rekonstrukcijo grajske fasade na strani Visle v rokokojskem slogu, ki naj bi oblikovala novo tako imenovano saško fasado in preureditev severovzhodnega dela z Altanskim stolpom, kjer je bila predvidena nadgradnja treh dvonadstropnih rizalitov. Obnova po teh načrtih je bila z različno intenzivnostjo izvedena med letoma 1740 in 1752. V obdobju 1740–1747 je bila fasada na strani Visle obnovljena v poznobaročnem slogu (arhitekti: Gaetano Chiaveri, Carl Friedrich Pöppelmann, Jan Krzysztof Knöffel). Eden najboljših kiparjev, ki so v tem obdobju delali na gradu, je bil Jan Jerzy Plersch, ki je izdelal kraljeve okrasne okvirje, letve in kipe, imenovane Znane figure, ki so držali kraljeve krone na vrhu srednjega rizalita saške vzpetine na strani Visle. Zadnja rekonstrukcijska dela v tem obdobju so bila končana konec leta 1763, po smrti Avgusta III., ko je Plersch izdelal zadnje skulpture in okvirje s pokrajinskimi emblemi za parlamentarno dvorano.
- Kraljevi grad leta 1656
- Načrt rekonstrukcije kraljevega gradu, ok. 1700
- Načrt vzhodnega krila, G. Chiaveri
- Senatska dvorana na kraljevem gradu, 1720
- Nova poslanska dvorana na kraljevem gradu konec 17. stoletja

### Razsvetljensko obdobje
Najbolj sijajno obdobje v zgodovini gradu je bilo med vladavino Stanislava II. Avgusta (1764–1795). Ta monarh je zbiral izjemna umetniška dela, od katerih so se mnoga ohranila do danes. Za delo na gradu je najel vrhunske arhitekte, kot so Jakub Fontana, Domenico Merlini, Jan Chrystian Kamsetzer in Jakub Kubicki, pa tudi odlične slikarje, kot so Marcello Bacciarelli, Bernardo Bellotto, Franciszek Smuglewicz, Kazimierz Wojniakowski in Jean-Baptiste Pillement, ter ugledne kiparje, kot sta André-Jean Lebrun in Jakub Monaldi in znane francoske umetnike, kot je arhitekt Victor Louis. Popolna rekonstrukcija gradu, ki jo je načrtoval kralj, ni bila izvedena, vendar je bila notranjost spremenjena v neoklasicistični slog – čeprav se je ta, na Poljskem znan kot slog Stanislawa Avgusta, precej razlikoval od neoklasicizma v preostali Evropi.
Med letoma 1766 in 1785 je bilo na podlagi načrtov Jakuba Fontane južno krilo gradu, ki je zgorelo 15. decembra 1767, obnovljeno (2 uničeni nadstropji, nova fasada na južni strani s tremi rizaliti, razdelitev fasade z lizenami in pilastri z jonskimi kapiteli). Med letoma 1774 in 1777 so bila opremljena zasebna stanovanja monarha. Sestavljali so jih Prospektna soba (s Canalettovimi krajinami), kapela, avdienčna dvorana in spalnica, med letoma 1779 in 1786 pa so bili dokončani senatski apartmaji, ki so obsegali plesno dvorano, viteško dvorano, prestolno sobo, marmorno sobo in konferenčno dvorano. V teh sobah so bile slike in skulpture, ki so prikazovale velike dogodke v poljski zgodovini, pa tudi portreti poljskih kraljev, generalov, državnikov in učenjakov (vključno s Kopernikom in Adamom Naruszewiczem). Leta 1777 je bil v novi kapeli kraljevega gradu, tako imenovani saški kapeli (današnja koncertna dvorana), nameščen pozlačen bronasti oltar, ki ga je kralju Stanislavu II. Avgustu podaril papež Klemen XIV. Grad je hranil tudi bogate kraljeve zbirke, vključno s 3200 slikami, klasičnimi kipi, približno 100.000 grafikami, poleg medalj, kovancev in odlične knjižnice, za katero je bila v letih 1780–1784 zgrajena ločena stavba. Nova stavba knjižnice je hranila številne knjige, dragulje, risbe, kovance, zemljevide in načrte, ki so pripadali monarhu. Knjižna zbirka Kraljeve knjižnice je obsegala 16.000 zvezkov različnih del, 25.525 risb, 44.842 jedkanic v 726 vezanih zvezkih, skupno 70.000 jedkanic – v tej dvorani so potekali tudi kostumski plesi.
Do leta 1786 je Stanislav II. Avgust nekajkrat poskušal spremeniti zunanjo dekoracijo gradu in zgraditi arhitekturni grajski trg, vendar mu teh načrtov ni uspelo izvesti.
V tem obdobju je bil grad kraj, kjer so prvič zacvetele ideje poljskega razsvetljenstva. Kralj je na gradu prirejal 'četrtkova kosila' za znanstvenike, učenjake, pisatelje in umetnike. Tu se je porodila ideja o Nacionalni komisiji za izobraževanje; enem prvih posvetnih ministrstev za izobraževanje v Evropi. Grad je bil kraj, kjer so bili podani prvi predlogi za viteško šolo in za nacionalno gledališče. V senatni dvorani gradu je tako imenovani Veliki sejm (Veliki parlament) sprejel znamenito poljsko ustavo z dne 3. maja 1791. Med slovesnostjo so kralja odnesli v bližnjo cerkev sv. Janeza. V čast te priložnosti so v grajski zid vzidali marmorno ploščo z besedilom Ignacyja Krasickega.
- Načrt rekonstrukcije senatne dvorane na kraljevem gradu, V. Louis
- Apoteoza kralja Stanislava II. Avgusta v plesni dvorani, André le Brun, ok. 1780
- Načrt rekonstrukcije kraljevega gradu v Varšavi, J. Fontana
- Leta 1791 sta Veliki sejm (ali štiriletni sejm) iz let 1788–1792 in senat sprejela ustavo 3. maja na kraljevem gradu

### V razdeljeni Poljski in Drugi poljski republiki
Med 19. in 20. decembrom 1806 ter 1. in 30. januarjem 1807 je na gradu preživel čas francoski cesar Napoleon Bonaparte. Tu je leta 1807 sprejel odločitev o ustanovitvi Vojvodina Varšava, ki ji bo vladal saški kralj Friderik Avgust I. Saški, kraljevi grad pa je uporabljal kot svojo rezidenco. Knez Jožef Poniatowski, vrhovni poveljnik vojske Varšavske vojvodine in francoski maršal, je prebival v palači z bakreno streho, ki je bila priključena gradu. Po ustanovitvi ustavnega Kraljevstva Poljske (1815) so se njeni parlamenti sestajali tukaj na gradu. Kot kralja Poljske sta v gradu prebivala tudi ruska carja Aleksander I. in Nikolaj I. Ruski, ko sta se mudila v Varšavi. Med novembrsko vstajo je 25. januarja 1831 sejm, ki je razpravljal na gradu, odstavil carja Nikolaja I. kot poljskega kralja.
Leta 1836 so bila vojvodstva Kongresne Poljske ukinjena in nadomeščena z gubernijami. V tem času je kraljevi grad postal rezidenca carjevega guvernerja Ivana Paskieviča. Paskievič je Ludviku Coriu, ruskemu polkovniku in arhitektu, naročil, naj oblikuje nove fasade in pročelja (zahodni, južni in vzhodni del). Vendar ruske oblasti niso bile zadovoljne z novimi načrti, zato so Coriu naročili, naj pripravi drug načrt – takega, ki bi se skliceval na Kubickijeve rešitve (in njegovih sodelavcev Lelewela in Thomasa). Nazadnje je Corio obnovil vse fasade in pročelja v neoklasicističnem slogu, saško fasado pa je pustil enake. Po Paskievičevi smrti leta 1856 so vsi naslednji guvernerji prebivali v komorniški sobi kraljevega gradu. Ruski uradniki so zasedali sobe v obeh nadstropjih zahodnega in severnega krila gradu. Guvernerje je močno varovala ruska vojska. Žal je bil bivalni prostor, ki je bil dodeljen tem vojakom, parlamentarna dvorana, knjižnica in vojašnica pod gradom. Posledično so bili ti prostori opustošeni.
Po januarski vstaji leta 1863 je ruska vojska popolnoma uničila kraljevi vrt na strani Visle (ki je bil preurejen v trg za vojaške parade) in zgradila nekaj opečnih barak za hleve in kozaške barake. V letih 1862–1863 so bila v kraljevem gradu pod nadzorom Jerzyja Orłowicza, Ludwika Gosławskega in Potolova opravljena nekatera vzdrževalna dela. Leta 1890 je bila Saška fasada obnovljena pod nadzorom gradbenika Januaryja Kiślańskega, pri čemer so bile deformirane arkade obeh razglednih galerij, ki izvirajo iz obdobja Avgusta III. Zadnja popravila, ki so stala 28.000 rubljev, so bila v času ruske vladavine opravljena leta 1902 v prostorih, ki jih je zasedala ruska vojska.
Med prvo svetovno vojno je bil to rezidenca nemškega vojaškega guvernerja. Potem ko je Poljska leta 1918 ponovno pridobila neodvisnost, je grad postal rezidenca poljskega predsednika. Obnovljen je bil pod vodstvom Kazimierza Skórewicza (1920–1928) in Adolfa Szyszka-Bohusza (do leta 1939). V skladu s pogoji mirovne pogodbe, podpisane s Sovjetsko Rusijo v Rigi leta 1920, so bila umetniška dela in druge dragocenosti, vključno z vso grajsko opremo, ki je bila odpeljana v Rusijo, vrnjena na Poljsko. Posledično je bilo mogoče zgodovinske sobe obnoviti v njihov videz iz časa vladavine Stanislava II. Avgusta.

### Med drugo svetovno vojno
17. septembra 1939 je grad obstreljevalo nemško topništvo. Streha in stolpi so bili uničeni v požaru (delno jih je obnovilo osebje gradu, kasneje pa so jih Nemci namerno odstranili). Strop plesne dvorane se je zrušil, zaradi česar je bila uničena stropna freska Marcella Bacciarellija Stvarjenje sveta, drugi prostori pa so bili nekoliko poškodovani. Toda takoj po zavzetju Varšave s strani Nemcev so njihove okupacijske čete začele grad rušiti. Vrednejše predmete, vključno z napeljavami centralnega ogrevanja in prezračevanja, so razstavili in odpeljali v Nemčijo.
4. oktobra 1939 je Adolf Hitler v Berlinu izdal ukaz za razstrelitev kraljevega gradu. 10. oktobra 1939 so posebne nemške enote pod nadzorom zgodovinskih in umetnostnih strokovnjakov (dr. Dagobert Frey, umetnostni zgodovinar na Univerzi v Breslau; Gustaw Barth, direktor muzejev v Breslau, in dr. Joseph Mühlmann, umetnostni zgodovinar z Dunaja) začele razstavljati tla, marmor, skulpture in kamnite elemente, kot so kamini ali kalupi. Artefakte so odpeljali v Nemčijo ali shranili v krakovskih skladiščih. Veliko jih je zaseglo tudi nekaj nacističnih dostojanstvenikov, ki so prebivali v Varšavi. Grad je bil popolnoma izpraznjen. Poljskemu muzejskemu osebju in strokovnjakom za restavriranje umetnin je kljub nevarnosti streljanja, neupoštevanju nemških ukazov, uspelo rešiti številna umetniška dela iz gradu, pa tudi fragmente štukatur, parketnih tal, lesenih oblog in še več, kar je bilo kasneje uporabljeno pri obnovi. Velika zasluga, ki jo je Poljski storil profesor Stanisław Lorentz z vodenjem te kampanje za rešitev grajskih zakladov, je dobro znana. Nato so iverji Wehrmachta v ogoljene zidove izvrtali več deset tisoč lukenj za dinamitne naboje.
Leta 1944, po propadu Varšavske vstaje, ko so sovražnosti že prenehale, so Nemci razstrelili porušene zidove gradu. Zravnanje kraljevega gradu s tlemi je bilo le del širšega načrta – Pabstovega načrta – katerega cilj je bil na mestu kraljevega gradu zgraditi monumentalno Občinsko dvorano (nem. Volkshalle) ali enako veliko kongresno dvorano NSDAP (Nacionalsocialistične nemške delavske stranke – nem. Parteivolkshalle) in Sigismundov steber nadomestiti s spomenikom Germania.
Od šeststo let stare stavbe je ostal le kup ruševin, na vrhu katerega sta bila le dva fragmenta zidov. Na enem od teh fragmentov je ostal del štukaturne dekoracije, to je bila kartuša s kraljevsko različico gesla Reda belega orla – »PRO FIDE, LEGE ET REGE« (za Vero, Zakon in Kralja).

### Rekonstrukcija
Takoj po koncu vojne leta 1945 so se začela dela za reševanje ohranjenih fragmentov grajskega obzidja, temeljev in kleti ter od požara počrnelih sten palače z bakreno streho in stavbe kraljeve knjižnice pred nadaljnjim uničenjem. Leta 1949 je poljski parlament sprejel zakon o obnovi gradu kot spomenika poljske zgodovine in kulture. Medtem so posebni arhitekturni projektantski biroji pod vodstvom Jana Dąbrowskega, Piotra Biegańskega in Jana Zachwatowicza izdelali načrte za obnovo ogrodja stavbe in opremljanje zgodovinskih prostorov. Odločitev o začetku del je bila večkrat preložena, a je bila končno sprejeta 20. januarja 1971. Ustanovljen je bil civilni odbor. Sred splošnega aplavza so se odločili, da se grad obnovi s prostovoljnimi prispevki. Tako na Poljskem kot v tujini so bili ustanovljeni odbori za zbiranje sredstev.
Do maja 1975 je sklad že dosegel 500 milijonov zlotov. Do istega datuma so številni Poljaki, ki so prebivali tako na Poljskem kot v tujini, gradu podarili več kot tisoč dragocenih umetniških del. Uradni predstavniki drugih držav so gradu prav tako podarili umetniška dela velike umetniške in zgodovinske vrednosti.

## Danes
- Vzhodna baročna fasada kraljevega gradu, vidna s kraljevih vrtov
- Panoramski pogled na grad in staro mestno jedro

Impozantna fasada, zgrajena iz opeke, je dolga 90 metrov in obrnjena proti Grajskemu trgu. Na vsakem koncu fasade stoji kvadratni stolp s čebulastim zvonikom. Sigismundov stolp je v središču glavne fasade, na obeh straneh pa ga obdaja grad. Ta ogromen stolp z uro (visok 60 metrov), zasnovan v 17. stoletju, je bil vedno simbol poljske prestolnice in vir navdiha za arhitekte drugih stavb v Varšavi. Grad zdaj služi kot muzej in je podrejen Ministrstvu za kulturo in nacionalno dediščino. V kraljevem gradu potekajo tudi številni uradni obiski in državniška srečanja.

## Notranjost
Notranjost je sestavljena iz številnih različnih sob, ki so bile po uničenju v drugi svetovni vojni skrbno obnovljene s čim več originalnimi eksponati.
- Jagelonske sobe

V teh sobah, ki so pripadale rezidenci Sigismunda Avgusta, je danes veliko portretov Jagelonske rodbine, kraljeve dinastije, ki izvira iz Litve in vlada v več srednjeevropskih državah med 14. in 16. stoletjem. Leta 2011 so bile Jagelonske sobe preurejene v sodobno Galerijo slikarstva, kiparstva in dekorativne umetnosti.
- Hiše parlamenta

Od 16. stoletja naprej se je tu začela poljska demokracija. Leta 1573 so bile tukaj napisane spremembe ustave Poljske in Litovske skupnosti, ki so bile zelo versko strpne. Med potopom leta 1652 je bil v teh sobah uveden liberum veto, čeprav je bil izveden šele leta 1669. Leta 1791 je bila tukaj napisana majska ustava, prva moderna kodificirana nacionalna ustava v Evropi in druga najstarejša nacionalna ustava na svetu. Dekoracije v sobi so replike originalov Giovannija Battiste di Quadra.
- Kraljevi apartmaji

V teh apartmajih je živel kralj Stanisław Augustus Poniatowski. Sestavljajo jih Canalettova soba, v kateri je razstavljenih več naslikanih podob Varšave. Teh ni naslikal Canaletto, temveč njegov nečak Bernardo Bellotto, imenovan tudi il Canaletto. Jean-Baptiste Pillement je med letoma 1765 in 1767 delal na enem svojih največjih projektov, tapetah. Domenico Merlini je leta 1776 zasnoval sosednjo kraljevo kapelo. Danes je tukaj v žari shranjeno srce Tadeusza Kościuszka. Tudi avdienčne sobe je zasnoval Merlini, razstavljene pa so štiri slike Marcella Bacciarellija. Andrzej Grzybowski je poskrbel za obnovo sobe, ki je vključevala veliko originalnih del.
- Zbirka Lanckoroński

Leta 1994 je grofica Karolina Lanckorońska kraljevemu gradu podarila 37 slik. Zbirka vključuje dve sliki (portreti) Rembrandta: Oče judovske neveste (znan tudi kot Učenjak za govorniškim pultom) in Judovska nevesta (znana tudi kot Dekle v okvirju slike, obe prvotno v zbirki Stanisława Augustusa Poniatowskega.
Decembra 2018 je grad pridobil violino, ki jo je leta 1685 ustvaril Antonio Stradivari. V spomin na 100. obletnico ponovne osamosvojitve Poljske je glasbilo uradno dobilo ime Polonia. Virtuozni violinist Jerzy Wawrowski je edina oseba, ki lahko igra na to violino.
Decembra 2018 je bila v grajske zbirke vrnjena slika Marcella Bacciarellija z naslovom Portret Jerzyja Mniszecha z hčerko Elizabeto in Kiopekom (1795), ki je veljala za pogrešano.